# Daniel Boucher

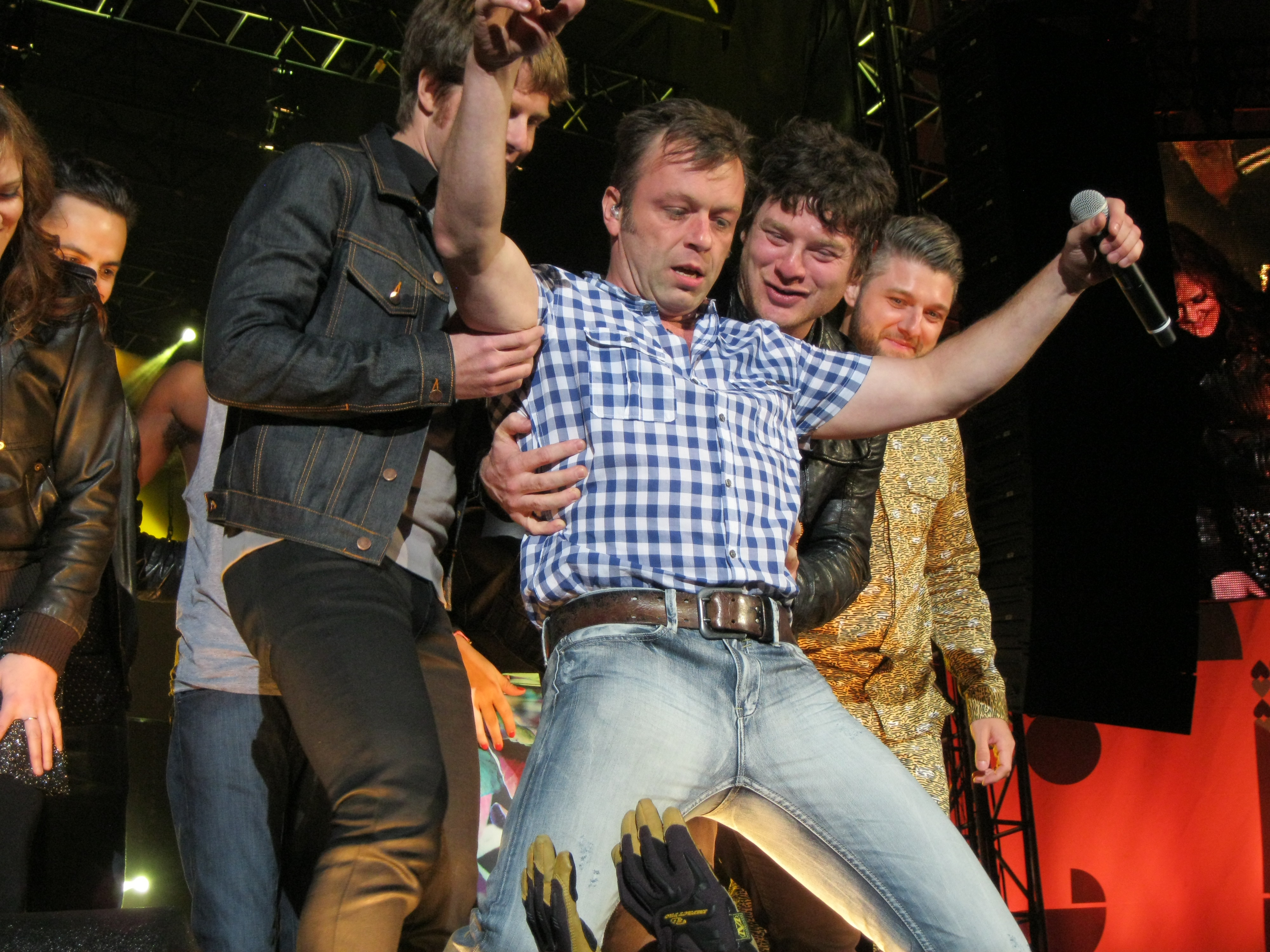
Daniel Boucher reçoit l'aide de ses amis avant de se jeter dans la foule

Daniel Boucher (né à Montréal, Québec, le 7 octobre 1971) est un auteur-compositeur-interprète québécois. Au cours de son parcours scolaire en génie civil, il se découvre une passion pour la scène et adopte définitivement la guitare plutôt que la table à dessin. C'était lors de Cégeps en spectacle, au Collège Ahuntsic de Montréal.
Il est récipiendaire de plusieurs prix Félix de l'ADISQ. Ce qui caractérise principalement sa musique est l'invention de mots nouveaux (néologisme), créés d'un mélange de français, de joual, et parfois d'anglais. D'autre part, ses structures de phrases inversées sont aussi un élément qui le distingue. 

## Biographie
Natif du quartier Hochelaga-Maisonneuve, à Montréal, Daniel Boucher apprend la théorie musicale et le violon très jeune, allant même jusqu'à participer à quelques spectacle de musique classique avec ses camarades de classe. Adolescent, il découvre les Beatles, Jimi Hendrix et Robert Charlebois en fouillant, dans la bibliothèque de son père. Il met la musique de côté durant ses études post-secondaires et opte plutôt pour un programme en génie civil au Cégep Ahuntsic vers la fin des années 1980 avant de changer de vocation et de s'inscrire à l'automne 1991, au concours de Cégeps en spectacle. Il y interprète The Frog Song et Les ailes d'un ange de Robert Charlebois.
Quelques années plus tard, il est finaliste au Festival en chanson de Petite-Vallée en 1996 avant de remporter les grands honneurs l'année suivante alors qu'il est désigné lauréat dans sa catégorie et se mérite le Prix du public et le Prix guitare Griffe soulignant la meilleure musicalité. Sa chanson, La désise, est récompensée à cette occasion. En juin 1998, il participe aux FrancoFolies de Montréal et est remarqué par Jean-Louis Foulquier des Francofolies de La Rochelle.
Il passe une bonne partie de l'hiver 1998-1999 en studio, à enregistrer les chansons de Dix mille matins qui paraîtra quelques jours après son vingt-huitième anniversaire, à l'automne 1999. L'album s'écoulera à plus de 100 000 exemplaires. En avril, il participe au spectacle-hommage à Félix Leclerc Le 08-08-88 à 8 h 08 au Théâtre Corona. Il se produit au même endroit en première partie de Claude Gauthier, deux semaines plus tard. 
L'année 2000 sera fort chargée pour Boucher: participations au Festival de la chanson de Tadoussac, à l'événement Woodstock en Beauce et, dans le cadre du Festival d'été de Québec, à l'édition 2000 du Gala de la Société Radio-Canada. En août, il devient le cinquième récipiendaire du Prix de la Fondation Félix-Leclerc à l'occasion des FrancoFolies de Montréal. Au gala de l'Adisq, l'automne suivant, pour son album Dix mille matins, il remporte les Félix de Révélation de l'année et celui d'Auteur-compositeur-interprète de l'année. Tout en étant le nouveau visage de la chanson québécoise, Daniel Boucher s'assure de transmettre les leçons des géants du genre en interprétant Chant d'un patriote de Félix Leclerc ou Tout écartillé de Robert Charlebois.
Sa tournée Dix mille matins se poursuivra jusqu'au printemps 2002. On le voit partout: aux spectacles de la Fête nationale, à Québec et à Montréal, où il présente une nouvelle chanson Chez nous. Il est également présent au spectacle À travers les brumes présenté en hommage à Dédé Fortin au Festival d'été de Québec, aux FrancoFolies de LaRochelle et de Montréal, dans le cadre du Coup de cœur francophone à Winnipeg et à Vancouver.
En juillet 2002, il participe au Festival d'été de Québec où le vote du public lui décerne le prix Miroir du Spectacle le plus populaire. Daniel Boucher participe aussi au spectacle en hommage à Richard Desjardins et à celui soulignant le 35e anniversaire du Festival, où on le retrouve en duo avec Pierre Flynn et de Robert Charlebois. En septembre 2002, on lui confie l'animation de l'émission En route vers le Gala de l'Adisq où il présente plusieurs jeunes artistes en nomination comme Yelo Molo, Stefie Shock, Les Cowboys Fringants et plusieurs autres.
Il revient à l'avant-scène à l'hiver 2004 en présentant La Patente. Daniel Boucher et ses musiciens poussent leur exploration musicale encore plus loin. Puis on le retrouve seul sur certaines scènes avec sa guitare en formule chansonnier, avec Michel Rivard à titre de directeur artistique. Quelques mois plus tard, il participe à l'aventure collective de Dracula - Entre l'amour et la mort sous les traits du photographe Renfield, entraîné dans l'aventure de ce combat épique entre le bien et le mal.
En compagnie de nombreux artistes, il est présent lors de l'événement Beau d'hommage en mai 2004. Un peu plus tard, il est le premier confrère à qui Luc de Larochellière fait appel pour son projet Voix croisées. 
Parallèlement à ces expériences, Daniel Boucher mène à terme sa tournée intime Chansonnier et donne un deuxième souffle au spectacle La Patente. Les deux font d'ailleurs l'objet d'un album CD/DVD live qui sont lancés simultanément, le 13 mars 2007. La Patente - Live capte la dernière représentation de ce spectacle, à l'amphithéâtre de Lanaudière, le 2 septembre 2006, tandis que Chansonnier - Live témoigne de sa présence sans artifices avec des versions guitare-voix de ses chansons.
À l'automne 2008, Daniel Boucher lance son quatrième album studio intitulé Le soleil est sorti.
Après six années d'absence et plusieurs projets parallèles, le chanteur québécois est de retour sur disque avec Toutte est temporaire, lancé le 10 novembre 2014.
En 2016, il participe au projet d'Alexandre Belliard, Légendes d'un peuple, et interprète avec Richard Séguin la pièce Quelque chose comme un grand peuple sur l'album Légendes d'un peuple - Œuvres choisies - Tomes I à V.
En 2019, l'heure est à la rétrospective. Daniel Boucher marque le 20e anniversaire de son premier album Dix mille matins en lançant la compilation 20 ans d’une pas pire épopée, qui arrive chez les disquaires le 22 novembre,.
Le 1er octobre 2021, il est élu sans opposition au conseil municipal de Saint-Maxime-du-Mont-Louis en Gaspésie.